# Закатальський округ
Заката́льський о́круг — особлива адміністративно-територіальна одиниця Російської імперії, найменша самостійна (не входила до складу губернії чи області) адміністративна одиниця Росії. На початку XX століття — один з двох (поряд із Сухумським) особливих округів, прирівняних до губернії. Адміністративний центр — Закатали. Площа — 4033,7 км² .
Утворений 1859 року. Скасований 1918 року.
У Закатальському окрузі діяло військово-народне управління, управляв ним начальник округу. У адміністративному сенсі округ поділявся на 4 ділянки:
- Аліабадський
- Каський
- Бєлоканський
- Джаромухаський.

Округ розташовувався у північно-східній частині Закавказзя, поблизу південної підошви Головного Кавказького хребта; межував на північному сході з Дагестанською областю, на південному сході та півдні — з Єлизаветпольською, на заході — з Тифліською губерніями.

## Природа
За рельєфом та природними умовами Закатальський округ поділявся на дві частини: північну — гірську, що являла собою південний схил Головного Кавказького хребта, й південну — рівнинну і степову. Кавказький хребет, гребенем якого проходив кордон округу з Дагестанською областю, входив до складу округу усім південним схилом від вершини Тіновросо на півночі майже до Салаватського перевалу на півдні. В окрузі розташовувались значні вершини: Сари-даг, Гудур-даг, Анцаль, Дінді-даг, Камацана-даг, Муров-даг тощо.
Південний схил хребта дуже крутий, утворює безліч скелястих та вузьких ущелин, покритий лісами, тут беруть початок численні потоки та струмки, що стікають до Алазані. Найбільш крупними є Курмух-чай, Катех-чай, Мазім-чай, які, розливаючись під час танення снігів у горах та дощів, утворюють у низині болота, що мають важливе іригаційне значення. Середня частина Закатальського округу до Алазані та її притоки Айрі-чая злегка нахилена до Алазані та являє собою в цілому рівнинну місцевість, зрошену річками, що стікають із Кавказького хребта.
Південна частина округу, що вдавалась клином між Нухинським та Сигнаським повітами й розташована на лівому боці Алазані на південь від впадіння Айрі-чая, являє собою безводну, злегка хвилясту, а місцями рівну степову місцевість, мало населену й придатну тільки для випасу худоби. Таким чином, весь Закатальський округ належав до басейну Алазані й був розташований здебільшого на лівому її боці. Зрошення полів здійснювалось майже виключно з невеликих лівих приток Алазані, сама ж річка, що протікає у доволі високих берегах, не мала іригаційного значення.
Тут ростуть дуб, бук, каштан, горіх, липа, ясен і безліч фруктових порід (груша, яблуня, слива, хурма (Diospyros lotus), айва (Cydonia), фігове дерево, гранатове дерево, виноград тощо). Ліси займали 140 000 десятин , тобто 38,4% всієї території округу.
У лісах водилось безліч диких тварин (шакали, лисиці, дикі кішки, барси, рисі, ведмеді, кабани, кози, олені, куниці, зайці й тури). Немало також і птахів (фазани, качки, шуліки, лелеки тощо).
Регіон має значні мінеральні багатства — мідні й кобальтові руди, залізо, свинець, срібло тозо. Багато мінеральних джерел, особливо сірчаних та вуглекислих.

## Населення
Відповідно до «Енциклопедичного словника» Брокгауза і Ефрона, гірські та підгірські місцевості округу були заселені лезгинами, аварцями й цахурами, приалазанські — мугалами й інгілойцями. Станом на 1886 рік на території округу проживало 12 430 інгілойців (16,7%), 40 225 аварців (54,03%), 21 090 кавказьких татар (28,33%), а разом 74 449 чол. За віросповіданням 5,36% належали до православних (росіяни), 93,03% — до мусульман-сунітів.
Населення займалось землеробством, садівництвом, шовківництвом, скотарством й кустарними промислами. У 1893 році під ґрунтами числилось 40 358 десятин, в тому числі під житом — 723 дес., пшеницею — 35 147 дес., просом — 1010, кукурудзою — 249 й рисом — 3223 дес.; решта площі була зайнята ячменем, бобами й іншими культурами.
Багато фруктів вивозилось за межі округу, а горіхи — навіть на Нижньогородський ярмарок; у Закаталах також вироблялась значна кількість вина.

## Історія
Відповідно до грузинських літописів, територія майбутнього Закатальського округу складала частину Герету, населеного грузинами, що сповідували до X століття вірменську віру й навернулись до греко-грузинського (православного) віросповідання кахетинською царицею Данарою. На початку XI століття кахетинський цар Квіріке долучив Герет до Кахетії. У XV столітті грузинський цар Олександр I Великий віддав Кахетію молодшому сину Давиду.
Наприкінці XV століття територію майбутнього Закатальського округу, тоді східну околицю Кахетії, стали заселяти жителі Дагестану, що приїжджали з-за Кавказького хребта, — лезгини (аварці). Розорення Кахетії Шах-Аббасом (початок XVII століття), що супроводжувалось винищенням та взяттям у полон жителів, а також поселенням тут азербайджанських татар, сприяло вторгненням лезгинів.
Рештки грузинського населення, що сповідували іслам, називались інгілойцями. Після остаточного свого утвердження на початку XVIII століття лезгини утворили кілька вільних товариств (союзів), з яких найсильніші (від імені поселень Джари й Белокани) дали назву своїй країні, що йменувалась союзом джарських лезгинів, а потім, після приєднання до Росії — Джаро-Белоканським округом. До складу земель джарських лезгинів входило також Єлісуйське султанство, де влада була зосереджена в особі хана чи султана, між тим як решта товариств управлялась старшинами й зібранням старшин, що обирались щорічно народом.
Після заворушень 1830 року землі джарських лезгинів були остаточно приєднані до Росії й із них було утворено Джаро-Белоканську область, у подальшому — Джаро-Белоканський округ, до якого 1844 року було приєднано Єлісуйське султанство.
«Положенням про управління Дагестанською областю і Закатальським округом», затвердженим Олександром II 5 квітня 1860 року, Джаро-Белоканский воєнний округ було перетворено на Закатальський округ на чолі з окружним начальником, тимчасово підпорядкований начальнику Верхнього Дагестану.
26 травня 1918 після розпаду Закавказької Демократичної Федеративної Республіки утворюється Грузинська Демократична Республіка. Белакан разом із Закаталою й Кахі входить до складу Грузинської республіки.
1921 рік — збройний конфлікт, у якому брали участь: з одного боку — грузинські більшовики й частини 11-ї та 9-ї Кубанської армій РРФСР, з іншого — частини збройних сил Грузинської Демократичної Республіки, завершився встановленням радянської влади у Грузії.
На початку березня 1922 року рішенням Закавказького Бюро ЦК ВКП (б) зі складу Грузії були виведені чотири райони колишнього Закатальського округу колишньої Тифліської губернії й передані до складу Азербайджану .